# Andrena melanospila
Andrena melanospila is een vliesvleugelig insect uit de familie Andrenidae. De wetenschappelijke naam van de soort is voor het eerst geldig gepubliceerd in 1918 door Cockerell.